# Sopocki Klub Żeglarski

## Historia
Sopocki Klub Żeglarski założony został w 1983 r. Początkowo liczył kilkunastu członków, obecnie zrzesza ponad 200, w tym ponad 100-osobową sekcję wyczynową. W maju 2000 roku klub podpisał umowę, na mocy której sponsorem strategicznym klubu została firma Hestia Insurance (obecnie Ergo Hestia), a klub zmienił nazwę na Sopocki Klub Żeglarski Hestia Sopot.

## Sport Dzieci i Młodzieży
Od 2006 roku SKŻ jest najwyżej notowanym klubem żeglarskim w Polsce, w klasyfikacji osiągnięć sportowych dzieci i młodzieży. Klasyfikację tę prowadzi Ministerstwo Sportu na podstawie wyników zawodów klas juniorskich i młodzieżowych w Polsce.

## Olimpijczycy
W Sopockim Klubie Żeglarskim trenują i trenowali żeglarze Polskiej Kadry Olimpijskiej:
- Piotr Olewiński – Barcelona 1992 (Sailboard – Lechner)
- Anna Gałecka – Sydney 2000 (Mistral)
- Maciej Grabowski – Ateny 2004 (Laser)
- Przemysław Miarczyński – Sydney 2000 (Mistral), Ateny 2004 (Mistral), Pekin 2008 (RS:X)

## Regaty
Sopocki Klub Żeglarski był gospodarzem wielu regat rangi Mistrzostw Polski, Europy i Świata, a wśród nich:
- 1997 Aloha, Mistral, Masters World Championships (250 zawodników)
- 2001 Formula Windsurfing European Championship (120 zawodników)
- 2004 Mistral Senior, Junior and Youth European Championship (200 zawodników)
- 2004 L’Equipe European Championship (80 zawodników)
- 2005 Mistral Junior and Youth World Championship (260 zawodników)
- 2007 RS:X Youth World Championship (114 zawodników)
- 2007 505 European Championship (106 zawodników)
- 2008 Formula Windsurfing Grand Prix World Tour (68 zawodników)
- 2008 Techno293 & Raceboard World Championships (260 zawodników)